# 布拉夫城 (堪薩斯州)
布拉夫城（英語：Bluff City）是一個位於美國堪薩斯州哈珀縣的城市。

## 地方資料
根據2020年美國人口普查的數據，布拉夫城的面積為1.31平方千米，當中陸地面積為1.31平方千米，而水域面積為0.00平方千米。當地共有人口45人，而人口密度為每平方千米34.35人。